# Tapete de Santa Clara de Asis
El tapete de Santa Clara de Asis es una tradición y costumbre de los habitantes del Pueblo de Santa Clara Coatitla, ubicada en el municipio de Ecatepec de Morelos en el Estado de México. De acuerdo con las traiciones del pueblo mexicano, las cuales se basan en venerar a sus santos patrones, así es como regularmente se realiza en todas las iglesias mexicanas. La festividad de la iglesia de Santa Clara es el día 12 de agosto, está representada con la procesión sobre las calles adornadas con múltiples imágenes en el piso las cuales se realizan con aserrín por una comisión encargada de la realización del tapete que da color y hace llamativo este evento. 

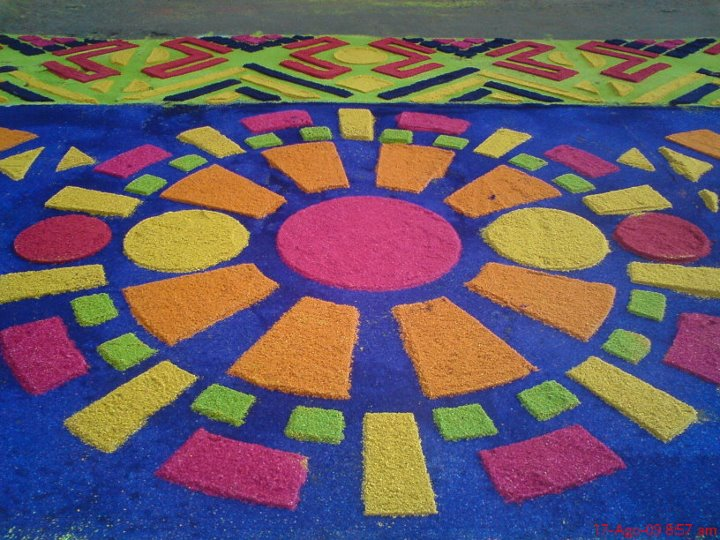
Tapete

## Historia
La tradición en la cultura mexicana es venerar a los santos que fueron canonizados por la Iglesia católica, en esta fecha se conmemora el aniversario de la parroquia de Santa Clara. Desde los años 90 se ha realizado esta tradición con el apoyo de artistas del pueblo que se dedican a realizar las obras del tapete; en este recorrido un grupo de chicas son las que llevan sobre hombros la escultura de la virgen de Santa Clara. Hacen el recorrido con cantos, oraciones y alabanzas dedicadas a los santos que los han proveído de bienestares familiares, sociales y económicos.Es una manera de agradecer por todo lo que poseen.

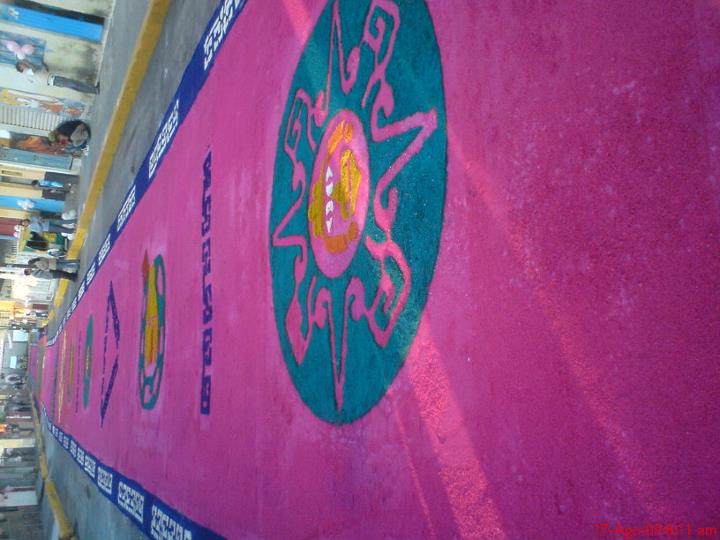
Tapete

## Proceso de elaboración
En la elaboración del tapete contribuye una comisión encargada de realizar los planes y proyecciones de la fiesta, es meramente una labor comunitaria, creando la diferencia entre otras festividades que puedan relacionarse con esta. 
Todo el proceso de elaboración requiere de cierta logística, desde la provisión del material, es decir, los costales de aserrín, preparar el mismo con los colores adecuados para la temática, los demás materiales para la elaboración de las flores que adornan los pasillos de las casas de los habitantes de la colonia. Los lugares son elegidos para el recorrido de la procesión con la virgen.